# Uroš Korun
Uroš Korun (* 25. května 1987 Celje, SFR Jugoslávie) je slovinský fotbalový obránce či záložník, od července 2015 hraje v polském klubu Piast Gliwice. Je bývalý slovinský mládežnický reprezentant.

## Klubová kariéra
Svoji fotbalovou kariéru začal v NK Vransko, odkud v průběhu mládeže zamířil do týmu NK Celje. V roce 2005 se propracoval do seniorské kategorie. Před jarní části ročníku 2006/07 odešel na hostování NK Zagorje. V létě 2010 se stal novou posilou NK Rudar Velenje. Po roce přestoupil do klubu NK Domžale, kde působil čtyři roky.

### Piast Gliwice
V červenci 2015 zamířil do polského klubu Piast Gliwice vedeného trenérem Radoslavem Látalem, kde podepsal dvouletou smlouvu.

#### Sezona 2015/16
V Ekstraklase za Piast debutoval v ligovém utkání 2. kola hraného 24. 7. 2015 proti Ruchu Chorzów (prohra Piastu 0:2), odehrál celý zápas. V 10. kole v utkání proti klubu Śląsk Wrocław vsítil v 63. minutě rozhodující gól zápasu (Piast vyhrál 2:1), který pro hráče znamenal první trefu v ročníku 2015/16 a zároveň premiérovou za Piast. 24. dubna 2016 v nadstavbové části dal svoji druhou branku v ročníku proti Lechia Gdańsk (výhra Piastu 3:0), když v 31. minutě vstřelil první rozhodující gól. Celkem v ročníku 2015/16 odehrál 34 zápasů, v nichž 2x rozvlnil síť. V sezoně s týmem dosáhl historického umístění, když jeho klub skončil na druhé příčce a kvalifikoval se do druhého předkola Evropské ligy UEFA.

#### Sezona 2016/17
S Piastem se představil ve 2. předkole Evropské ligy UEFA, kde klub narazil na švédský tým IFK Göteborg, kterému podlehl 0:3 (v tomto utkání Uroš nenastoupil) a remízoval s ním 0:0.

## Klubové statistiky
Aktuální k 28. květnu 2016
| Sezona  | Klub               | Soutěž      | Zápasy | Góly |
| ------- | ------------------ | ----------- | ------ | ---- |
| 2005/06 | NK Celje           | 1. SNL      | 4      | 0    |
| 2006/07 | NK Celje           | 1. SNL      | 9      | 0    |
| 2006/07 | NK Zagorje (host.) | 2. SNL      | 17     | 2    |
| 2007/08 | NK Celje           | 1. SNL      | 15     | 1    |
| 2008/09 | NK Celje           | 1. SNL      | 33     | 6    |
| 2009/10 | NK Celje           | 1. SNL      | 14     | 2    |
| 2010/11 | NK Rudar Velenje   | 1. SNL      | 28     | 4    |
| 2011/12 | NK Rudar Velenje   | 1. SNL      | 1      | 0    |
| 2011/12 | NK Domžale         | 1. SNL      | 20     | 0    |
| 2012/13 | NK Domžale         | 1. SNL      | 22     | 1    |
| 2013/14 | NK Domžale         | 1. SNL      | 26     | 1    |
| 2014/15 | NK Domžale         | 1. SNL      | 34     | 3    |
| 2015/16 | Piast Gliwice      | Ekstraklasa | 34     | 2    |

## Reprezentační kariéra
Korun působil ve slovinské mládežnické reprezentaci U21.